# Drahotín
Drahotín är en ort i Tjeckien.   Den ligger i regionen Plzeň, i den västra delen av landet, 140 km sydväst om huvudstaden Prag. Drahotín ligger 487 meter över havet och antalet invånare är 181.
Terrängen runt Drahotín är platt åt nordost, men åt sydväst är den kuperad.Runt Drahotín är det ganska tätbefolkat, med 72 invånare per kvadratkilometer. Närmaste större samhälle är Domažlice, 15,5 km sydost om Drahotín. Trakten runt Drahotín består till största delen av jordbruksmark.